# Reinhart Steinbicker
Karl Friedrich Wilhelm Julius Reinhart Steinbicker (* 3. September 1904 in Lemgo; † 5. August 1935 in Berlin) war ein deutscher Drehbuchautor, Regieassistent und Filmregisseur.

## Biografie
Steinbicker war über eine Zusammenarbeit mit dem Südtiroler Alpinisten, Schauspieler und Bergfilmer Luis Trenker – Steinbicker bearbeitete 1931 den Bilderteil des patriotisch-nationalistischen Gedenkbuches Kampf in den Bergen. Das unvergängliche Denkmal der Alpenfront – von diesem zum Film gebracht worden. Trenker verpflichtete ihn 1932 als einen seiner Regieassistenten bei dem pathetischen Tiroler Freiheitsdrama Der Rebell. Daraufhin assistierte Steinbicker ab Sommer 1933 auch bei Filmen anderer Regisseure, darunter Kurt Bernhardts Science-Fiction-Klassiker Der Tunnel sowie Robert A. Stemmles Rühmann-Komödien So ein Flegel und Heinz im Mond. 
Zwischenzeitlich, von Herbst 1933 bis Frühjahr 1934, kooperierte Steinbicker erneut mit Trenker, als er bei dem in den USA (New York) wie in den Alpen gedrehten, aufwändigen und sozialkritischen Auswanderer- und Heimkehrer-Drama Der verlorene Sohn neben seiner Mitwirkung am Drehbuch erneut als Regieassistent eingesetzt wurde. Bei mehreren Filmen jener Jahre (1933/34) beteiligte sich Steinbicker auch an der Erstellung von Drehbüchern, darunter die frühe, in Wien im März/April 1933 entstandene Emigrantenproduktion Unsichtbare Gegner mit den aus NS-Deutschland geflüchteten, jüdischen Künstlern Peter Lorre und Oskar Homolka in zwei Hauptrollen.
1934 führte Steinbicker das erste und einzige Mal Regie, als man ihn bei dem Film Liebe, Tod und Teufel dem mit technischen Belangen der Filmregie wenig erfahrenen Theatermacher Heinz Hilpert zur Seite stellte. Auch hier zeichnete Steinbicker ebenfalls für das Drehbuch mitverantwortlich.
Steinbicker starb wenig später, im August 1935, in der St. Maria-Victoria-Heilanstalt.

## Filmografie (als Drehbuchautor)
- 1933: Unsichtbare Gegner
- 1933: Der Tunnel
- 1934: Der verlorene Sohn
- 1934: Liebe, Tod und Teufel (auch Regie)